# Лебедєв Анатолій Олексійович
Лебедєв Анатолій Олексійович (*1 лютого 1931, с. Сущево (Смоленська область) — †28 березня 2012, Київ) — учений-механік, доктор технічних наук (1972 р.), професор (1976 р.), член-кореспондент (1978 р.), академік НАН України (1988 р.), лауреат Державної премії СРСР у галузі науки і техніки (1982 р.), лауреат Державної премії України у галузі науки і техніки (1997 р.), заслужений діяч науки і техніки України (2001 р.), Почесний доктор Національного технічного університету України «Київський політехнічний інститут» (2001 р.), .

## Біографія
Народився 1 лютого 1931 р. в с. Сущево Темкінського району Смоленської області (Росія). Закінчив Київський політехнічний інститут за спеціальністю «Автотракторобудування» (1954) і фізичний факультет Київського державного університету ім. Т. Г. Шевченка за спеціальністю «Фізика металів» (1957—1960 рр., 4-й курс). Працював в Київському політехнічному інституті асистентом (1951—1959 рр.), Київському вищому артилерійському інженерному училищі ім. С. М. Кірова старшим викладачем, в.о. доцента (1959—1960 рр.). Вчився в аспірантурі Інституту металокераміки і спецсплавів АН УРСР (1960—1963 рр.), після закінчення якої і захисту кандидатської дисертації працював у цьому інституті науковим співробітником (1963—1964 рр.) та в Інституті проблем матеріалознавства АН УРСР старшим науковим співробітником (1964—1966 рр.). З 1966 р. до останнього дня працював в Інституті проблем міцності імені Г. С. Писаренка НАН України (старший науковий співробітник, завідувач відділу, головний науковий співробітник). З 1971 р. працював за сумісництвом професором кафедри динаміки, міцності машин та опору матеріалів в Національному технічному університеті України «КПІ».

## Наукові заслуги
А. О. Лебедєв зробив значний внесок у розвиток вітчизняної науки, виконавши оригінальні теоретичні та експериментальні дослідження з актуальних питань механіки матеріалів — дослідження закономірностей деформування та руйнування твердих тіл при складному напруженому стані в широкому діапазоні температур, розробки аналітичних і експериментальних методів оцінок граничної несучої здатності та залишкового ресурсу відповідальних конструктивних елементів сучасної техніки; створив нові експериментальні методи та обладнання для дослідження міцності і пластичності конструкційних матеріалів і елементів конструкцій. Він є засновником загальновизнаної в нашій країні й за кордоном наукової школи «Рівняння стану та критерії міцності матеріалів».
А. О. Лебедєв вперше провів глибокий аналіз відомих критеріїв міцності з точки зору їх геометричної інтерпретації в просторі напружень, обґрунтував вимоги, яким повинна задовольняти геометрія граничної поверхні а, отже, достовірність відповідних критеріїв. На основі теоретичного узагальнення відомих та власних експериментальних даних, а також сучасних фізичних уявлень про кінетику процесу руйнування, як одночасного перебігу взаємопов'язаних актів відриву та зсуву, А. О. Лебедєв разом з Г. С. Писаренком сформулювали нову концепцію граничного стану матеріалів, що отримала широке визнання фахівців та розробили узагальнені критерії граничного стану матеріалів, які мають високу достовірність, в тому числі при описанні процесів встановленої повзучості, міцності при статичному та динамічному навантаженні. Вказані критерії, а також запропоновані рівняння кривих граничних амплітуд при циклічному навантаженні, використано в нормах розрахунку відповідальних виробів нової техніки на втому і циклічну довговічність.
Практична реалізація наукових розробок А. О. Лебедєва дозволила створити високоефективні алгоритми розрахунку на міцність несучих елементів сучасної техніки (кріогенне обладнання, об'єкти ракетної та авіаційної техніки, посудини високого тиску і т. ін.), що працюють в умовах високих та низьких температур, а також оптимізувати процеси складних технологічних операцій, які пов'язані з виготовленням виробів та створенням матеріалів із наперед заданими властивостями. Вперше одержано численний фактичний матеріал, що суттєво доповнив інформацію для розрахунку та оптимального конструювання виробів нової техніки, що працює в складних температурно-силових умовах.
Лебедєв — ініціатор упровадження принципово нових методів і випробувальних засобів для дослідження механічних властивостей конструкційних матеріалів на стадії розміщення (прикінцева стадія деформування, яка передує руйнуванню), пише про вченого у своїй книжці Ігор Шаров. Це дало змогу уточнити існуючі моделі нагромадження пошкоджень, які враховують неізотермічність умов навантаження, вид напруженого стану, температуру і розвинути їх на випадок складних процесів деформування. На базі цих досліджень разом із М. Г. Чаусовим розроблені експрес-методи оцінки тріщиностійкості матеріалів на малогабаритних зразках.
Значний цикл досліджень виконано А. О. Лебедєвим разом із Ф. Ф. Гігіняком з розробки фізично обґрунтованих методів оцінки циклічної довговічності конструкційних матеріалів, який дав змогу розробити та експериментально обґрунтувати новий деформаційно-кінетичний підхід до прогнозування довговічності матеріалу в умовах багатовісного навантаження за результатами обмеженого числа базових дослідів.
А. О. Лебедєв є автором понад 500 наукових праць, в тому числі 25 монографій (три з них перевидані за кордоном), підручників і довідників, 52 винаходів і патентів. Під його керівництвом та за його консультацією підготовлено 43 кандидати і 8 докторів наук.

## Оцінка та визнання заслуг вченого
А. О. Лебедєв — лауреат Державної премії СРСР у галузі науки і техніки (1982 р.) за двотомну монографію «Прочность материалов и элементов конструкций в экстремальных условиях», Державної премії України у галузі науки і техніки (1997 р.) за цикл праць зі створення новітніх методів оцінки міцності та довговічності елементів конструкцій сучасної техніки і розробці на їх основі нормативних документів, премії ім. С. П. Тимошенка НАН України за цикл робіт «Процеси деформування матеріалів та граничні стани елементів конструкцій в умовах складного навантаження» (2004 р.); премії ім. Г. С. Писаренка НАН України за комплекс підручників і навчальних посібників з механіки деформівного твердого тіла та механіки матеріалів (2010 р.). Нагороджений орденом «Знак пошани» (1975 р.), Почесною грамотою Президії Верховної Ради УРСР (1981 р.) та медалями.
Анатолій Олексійович обіймав посаду голови Наукової ради «Механіка деформівного твердого тіла» при Відділенні механіки НАН України, був членом національних комітетів України і Російської Федерації з теоретичної і прикладної механіки, членом експертної ради з математики й механіки Комітету з Державних премій України в галузі науки і техніки; членом комітету Міністерства освіти і науки України з механіки; членом Європейського товариства цілісності конструкцій (ESIS); членом Американського товариства металів (ASM International). А. О. Лебедєв був дійсним членом Російської академії з проблем якості (1994 р.), Санкт-Петербурзької академії з проблем міцності (1996 р.), Нью-Йоркської академії наук (1996 р.); членом Міжнародної Ради з фізики міцності та пластичності матеріалів і експертом INTAS, членом Технічного комітету EURASEM — Європейської асоціації з експериментальної механіки; членом редакційних колегій наукових журналів «Проблеми міцності» та «Фізико-хімічна механіка матеріалів».